# Interfalangealled
| Fingerlederna med ligament. Volar vy.                                                    | Fingerlederna med ligament. Ulnar vy. |
| Fingerlederna med ligament. Volar och ulnar vy. Illustration: Gray's Anatomy, 1918. (PD) |                                       |

Interfalangealled (latin: articulationes (digitorum) interphalangeae) är, i människans kropp, gångjärnsleder mellan fingrarnas (digiti manus) falanger. I de fyra ulnara fingrarna finns två interfalangealleder medan tummen (pollex) endast har en. 
| Latin = articulationes interphalangeae manus, articulationes digitorum manus
| Image = DIP, PIP and MCP joints of hand.jpg
| Caption = The DIP, PIP and MCP joints of the hand:
- Distal InterPhalangeal
- Proximal InterPhalangeal
- MetaCarpoPhalangeal

Interfalangeallederna medger endast flexion och extension.

## Mellanleder
Mellanlederna (articulationes interphalangeae proximales, PIP-lederna) medger flexion på 100°.

## Ytterleder
Ytterlederna (articulationes interphalangeae distales, DIP-lederna) medger endast flexion på 80°.